# Bataille d'Old Trafford
 (juin 2023).
La mise en forme du texte ne suit pas les recommandations de Wikipédia : il faut le « wikifier ».
Les points d'amélioration suivants sont les cas les plus fréquents. Le détail des points à revoir est peut-être précisé sur la page de discussion.
- Les titres sont pré-formatés par le logiciel. Ils ne sont ni en capitales, ni en gras.
- Le texte ne doit pas être écrit en capitales (les noms de famille non plus), ni en gras, ni en italique, ni en « petit »…
- Le gras n'est utilisé que pour surligner le titre de l'article dans l'introduction, une seule fois.
- L'italique est rarement utilisé : mots en langue étrangère, titres d'œuvres, noms de bateaux, etc.
- Les citations ne sont pas en italique mais en corps de texte normal. Elles sont entourées par des guillemets français : « et ».
- Les listes à puces sont à éviter, des paragraphes rédigés étant largement préférés. Les tableaux sont à réserver à la présentation de données structurées (résultats, etc.).
- Les appels de note de bas de page (petits chiffres en exposant, introduits par l'outil «  Source ») sont à placer entre la fin de phrase et le point final[comme ça].
- Les liens internes (vers d'autres articles de Wikipédia) sont à choisir avec parcimonie. Créez des liens vers des articles approfondissant le sujet. Les termes génériques sans rapport avec le sujet sont à éviter, ainsi que les répétitions de liens vers un même terme.
- Les liens externes sont à placer uniquement dans une section « Liens externes », à la fin de l'article. Ces liens sont à choisir avec parcimonie suivant les règles définies. Si un lien sert de source à l'article, son insertion dans le texte est à faire par les notes de bas de page.
- La présentation des références doit suivre les conventions bibliographiques. Il est recommandé d'utiliser les modèles {{Ouvrage}}, {{Chapitre}}, {{Article}}, {{Lien web}} et/ou {{Bibliographie}}. Le mode d'édition visuel peut mettre en forme automatiquement les références.
- Insérer une infobox (cadre d'informations à droite) n'est pas obligatoire pour parachever la mise en page.

Pour une aide détaillée, merci de consulter Aide:Wikification.
Si vous pensez que ces points ont été résolus, vous pouvez retirer ce bandeau et améliorer la mise en forme d'un autre article.
 (juillet 2023).
La bataille d'Old Trafford est un match de Premier League disputé à Old Trafford à Manchester, le dimanche 21 septembre 2003 entre Manchester United et Arsenal. Le résultat final, un match nul 0-0, s'avère particulièrement significatif pour Arsenal : les Gunners terminent la saison de championnat sans perdre un seul match, ce qui n'avait été réalisé qu'une seule fois auparavant dans le football anglais, par Preston North End en 1888–1889.
Les principaux moments du match comprennent l'expulsion du capitaine des Gunners Patrick Vieira à cause d'un deuxième carton jaune dans un incident qui a également concerné l'avant-centre de Manchester United Ruud van Nistelrooy, et la décision de l'arbitre Steve Bennett d'attribuer un penalty à Manchester United dans les dernières minutes du match. Des joueurs de chacune des deux équipes ont ensuite subit des amendes par la Football Association (FA), la ligue de football britannique, pour leurs diverses réactions après le match.
Le nom a ensuite été appliqué à la même affiche au cours de la saison suivante.

## Contexte
Lors des matches entre Manchester United et Arsenal, il y avait eu un certain nombre d'incidents controversés au cours des saisons précédentes. La rivalité entre les deux clubs s'était intensifiée depuis la création de la Premier League en 1992, depuis quand tous les titres de Premier League sauf un avaient été remportés par Manchester United ou Arsenal (les Blackburn Rovers avaient remporté le titre en 1994-1995). Cependant, la rivalité remonte bien au premier match d'Alex Ferguson contre Arsenal en tant qu'entraineur des Red Devils en 1987, lorsque David Rocastle a été expulsé et qu'une bagarre a éclaté. La saison suivante, Brian McClair a raté un penalty pour United lors d'un match nul en FA Cup et Nigel Winterburn l'a accablé. McClair a pris sa revanche en 1990 : après un tacle de Winterburn sur Denis Irwin, McClair et Irwin ont tous deux donné un coup de pied à Winterburn alors qu'il était allongé sur le sol, déclenchant une bagarre de 21 personnes. Les deux équipes ont reçu une amende et se sont vu retirer des points et il a souvent été suggéré que c'était un tournant dans la rivalité entre Mancuniens et Londoniens,. La rivalité a continué à s'intensifier alors que des "vrais bagarreurs" tels que Patrick Vieira, Roy Keane et Martin Keown ont rejoint les deux équipes.
Le match de championnat précédent entre les deux clubs en avril 2003 à Highbury a été une affaire de compétition et de mauvais gestes. Dans un match qui s'est terminé par un match nul 2–2, Sol Campbell a reçu un carton rouge après avoir donné un coup de coude à Ole Gunnar Solskjær au visage,. Manchester United a ensuite remporté le titre devant Arsenal de cinq points après avoir rattrapé huit points de retard au début du mois de mars 2003.
Les clubs avaient s'étaient également croisés au quatrième tour de la FA Cup en février 2003. Paul Scholes et Ruud van Nistelrooy de Manchester United, et Patrick Vieira d'Arsenal ont tous reçu des cartons jaunes dans les sept premières minutes du match et l'arbitre Jeff Winter a dû faire un rappel à l'ordre à Vieira et Keane, les capitaines, pour calmer les deux équipes. Keane lui-même a reçu un carton jaune en première mi-temps et Ryan Giggs a raté un but qui lui était pourtant promis, la cage étant vide de son gardien. Arsenal a finalement remporté le match 2-0 et le résultat a exaspéré l'entraineur de Manchester United Sir Alex Ferguson à un point tel qu'il a donné un coup de pied dans une chaussure qui trainait dans le vestiaire qui a ensuite atteint David Beckham au-dessus de l'œil gauche.
Comme Manchester United et Arsenal étaient les détenteurs respectifs de la Premier League et de la FA Cup, les deux équipes se sont rencontrées dans un autre match houleux au Millennium Stadium un mois plus tôt pour le Community Shield 2003. Phil Neville a été averti dès la première minute pour un tacle sur Patrick Vieira, et une minute plus tard, Ashley Cole a reçu un avertissement pour une faute sur Ole Gunnar Solskjær. Des cartons jaunes ont également été donnés à Quinton Fortune et Paul Scholes pour United et Patrick Vieira pour Arsenal, un remplaçant d'Arsenal, Francis Jeffers, a reçu un rouge direct pour un coup de pied sur Phil Neville et, bien qu'il soit resté impuni à l'origine, Sol Campbell a ensuite reçu trois matchs de suspension par la FA pour avoir donné un coup de pied à Eric Djemba-Djemba. Le match s'est terminé sur le score de 1–1 après 90 minutes et United a finalement remporté le Shield 4–3 aux tirs au but. Ruud van Nistelrooy a vu son tir arrêté par le nouveau gardien des gunners Jens Lehmann, mais c'est son homologue Tim Howard qui a été le héros de cette séance, en arrêtant les tirs au but de Giovanni van Bronckhorst et Robert Pirès.
Arsenal a commencé sa saison à la deuxième place de la Premier League après cinq journées, détenant un record d'invincibilité qui remontait à la fin de la saison précédente. Manchester United était un point derrière Arsenal à la troisième place, mais ils avaient déjà perdu un match  contre Southampton trois semaines plus tôt.

## Match

### Résumé
Le défenseur Sol Campbell était absent côté Arsenal après la mort de son père, et Arsène Wenger avait mis sur le banc les ailiers Robert Pirès et Sylvain Wiltord au profit de Ray Parlour et Freddie Ljungberg afin d'avoir un milieu de terrain plus physique. La tactique de Wenger a fonctionné, car la défense d'Arsenal a résisté à la pression de l'attaque de Manchester United.Paul Scholes, en raison d'une blessure, était absent côté United, et ceux-ci ont utilisé un 4–3–2–1 avec Phil Neville, Roy Keane et Quinton Fortune complétant un milieu de terrain défensif.
Quand Cristiano Ronaldo a été victime d'une faute sur le côté droit à 35 mètres du but à la 13e minute, Ryan Giggs s'est vu offrir la première opportunité du match, son coup franc s'est écrasé sur l'extérieur du poteau. Une autre faute sur Ronaldo a donné à Giggs une autre chance de faire pression avec un autre coup franc peu de temps après, mais Ruud van Nistelrooy a fait passer le ballon au-dessus du but avec sa tête. Le jeu offensif d'Arsenal manquait de son ambition habituelle, avec sa meilleure opportunité à la 75e minute, lorsqu'une touche habile de Dennis Bergkamp a presque fait entrer Patrick Vieira dans la surface de réparation adverse.
Le match a été caractérisé par un grand nombre de fautes - 13 par United, 18 par Arsenal - et l'arbitre Steve Bennett a distribué quatre cartons jaunes à chaque équipe, bien que la plupart d'entre eux soient dus aux échauffourées de la fin du match. Vieira a été averti à la 77e minute pour une faute sur Quinton Fortune et a reçu un deuxième carton jaune peu de temps après, à la 80e minute. Dans un duel aérien entre Patrick Vieira et Ruud Van Nistelrooy, une faute est donnée au néerlandais bien que ce soit lui qui fasse manifestement faute. Malgré tout, Vieira réagira en donnant un coup de pied qui ne touchera pas Van Nistelrooy mais entrainera son expulsion.
Bien qu'Arsenal ait été réduit à 10, les scores sont restés au même niveau alors que le match entrait dans sa dernière minute, lorsque Diego Forlán s'est écroulé dans la surface de réparation à cause d'un tacle du défenseur d'Arsenal Martin Keown alors qu'il tentait d'atteindre un centre de Gary Neville. L'arbitre a sifflé faute et a accordé un penalty à Manchester. Van Nistelrooy a tiré le penalty, bien qu'il ait raté les deux précédents qu'il a tiré pour Manchester United. Lehmann a essayé de le repousser en se déplaçant d'un côté à l'autre le long de la ligne de but, et cela a semblé fonctionner : le tir a touché la barre et a été remis en jeu, et le Néerlandais a été immédiatement confronté par Keown. En une minute, le coup de sifflet final a retenti et le match s'est terminé sur un match nul et vierge.
Au coup de sifflet final, Van Nistelrooy a été immédiatement pris à partie par les joueurs d'Arsenal Martin Keown, Lauren, Ray Parlour, Ashley Cole et Kolo Touré. Keown a sauté à côté de Van Nistelrooy, tandis que Lauren l'a poussé dans le dos et Parlour et Cole l'ont insulté verbalement. Van Nistelrooy n'a pas réagi et a été escorté par son capitaine, Roy Keane. Mais l'incident s'est intensifié loin d'eux deux. Pour la défense de leur coéquipier, les joueurs de Manchester United Ryan Giggs, Cristiano Ronaldo, Gary Neville, Mikaël Silvestre, Quinton Fortune et Rio Ferdinand se sont également impliqués dans la bagarre.
| 21 September 2003 | Manchester United | 0–0 | Arsenal |  |  |
|                   |                   |     |         |  |  |

16:05 BST
Affluence : 67 639
Arbitre : Steve Bennett
| Manchester United | Arsenal |

| G                 | 14 | Tim Howard          |     |     |
| DD                | 2  | Gary Neville        |     |     |
| DC                | 5  | Rio Ferdinand       |     |     |
| DC                | 27 | Mikaël Silvestre    |     |     |
| DG                | 22 | John O'Shea         |     | 76e |
| MC                | 3  | Phil Neville        |     |     |
| MC                | 16 | Roy Keane (c)       | 22e |     |
| MC                | 25 | Quinton Fortune     | 90e |     |
| AD                | 7  | Cristiano Ronaldo   | 84e |     |
| AG                | 11 | Ryan Giggs          |     |     |
| BU                | 10 | Ruud van Nistelrooy | 80e |     |
| Remplaçants :     |    |                     |     |     |
| G                 | 13 | Roy Carroll         |     |     |
| MC                | 8  | Nicky Butt          |     |     |
| MC                | 19 | Eric Djemba-Djemba  |     |     |
| MC                | 24 | Darren Fletcher     |     |     |
| BU                | 21 | Diego Forlán        |     | 76e |
| Entraineur :      |    |                     |     |     |
| Sir Alex Ferguson |    |                     |     |     |

| G             | 1  | Jens Lehmann       |          |     |
| DD            | 12 | Lauren             |          |     |
| DC            | 5  | Martin Keown       | 61e      |     |
| DC            | 28 | Kolo Touré         | 54e      |     |
| DG            | 3  | Ashley Cole        |          |     |
| MD            | 15 | Ray Parlour        |          |     |
| MC            | 4  | Patrick Vieira (c) | 77e, 80e |     |
| MC            | 19 | Gilberto Silva     |          |     |
| MG            | 8  | Freddie Ljungberg  |          |     |
| MO            | 10 | Dennis Bergkamp    |          | 80e |
| BU            | 14 | Thierry Henry      |          |     |
| Remplaçants:  |    |                    |          |     |
| G             | 33 | Graham Stack       |          |     |
| DC            | 18 | Pascal Cygan       |          |     |
| MC            | 7  | Robert Pires       |          |     |
| MC            | 17 | Edu                |          | 80e |
| BU            | 11 | Sylvain Wiltord    |          |     |
| Entraineur :  |    |                    |          |     |
| Arsène Wenger |    |                    |          |     |

### Statistiques
| Pos | Équipe            | J | V | N | D | BP | BC | DB | Points |
| --- | ----------------- | - | - | - | - | -- | -- | -- | ------ |
| 1   | Arsenal           | 6 | 4 | 2 | 0 | 11 | 3  | +8 | 14     |
| 2   | Chelsea           | 5 | 4 | 1 | 0 | 15 | 6  | +9 | 13     |
| 3   | Manchester United | 6 | 4 | 1 | 1 | 9  | 2  | +7 | 13     |
| 4   | Southampton       | 6 | 3 | 3 | 0 | 8  | 3  | +5 | 12     |

| Statistique     | Manchester United | Arsenal |
| --------------- | ----------------- | ------- |
| Buts marqués    | 0                 | 0       |
| Tirs totaux     | 8                 | 5       |
| Tirs cadrés     | 5                 | 0       |
| Possession      | 51%               | 49%     |
| Corners         | 4                 | 3       |
| Fautes commises | 13                | 18      |
| Hors-jeu        | 2                 | 3       |
| Cartons jaunes  | 4                 | 4       |
| Cartons rouges  | 0                 | 1       |

## Après-match et conséquences
Dans les interviews d'après-match, Van Nistelrooy a été accusé à la fois par Vieira et par le manager d'Arsenal, Arsène Wenger, d'avoir simulé un contact pour faire expulser Vieira, tandis que le manager de United Sir Alex Ferguson a défendu son joueur et a nié le fait qu'il ait plongé. Apparaissant en tant qu'expert pour Sky Sports, l'ancien joueur d'Arsenal, Alan Smith, a condamné les actions des joueurs d'Arsenal, affirmant qu'ils étaient allés trop loin dans leurs actions, et a en outre critiqué Wenger dans un article écrit dans The Daily Telegraph, en comparant l'incident à la bagarre entre les deux équipes lors d'un match de 1990.
À la suite de ces réactions, six joueurs d'Arsenal, deux joueurs de Manchester United et Arsenal lui-même ont été accusés de conduite inappropriée par la FA. En tant que club, Arsenal a été accusé de "ne pas avoir assuré le bon comportement de ses joueurs", tandis que les accusations de leurs joueurs allaient d'une accusation de conduite inappropriée pour "l'implication d'Ashley Cole dans une confrontation avec Cristiano Ronaldo après le coup de sifflet final" à celle de Lauren. deux chefs d'accusation de comportement violent pour "avoir donné un coup de pied à Quinton Fortune après le penalty et pour avoir poussé de force Ruud van Nistelrooy dans le dos après le coup de sifflet final", et deux chefs d'inconduite pour "avoir affronté Van Nistelrooy après l'expulsion de Patrick Vieira, et pour avoir affronté Ryan Giggs après le coup de sifflet final". Manchester United en tant que club n'a pas été inculpé, mais Ryan Giggs a été accusé de conduite inappropriée pour "son implication dans une confrontation avec Lauren après la fin du match" et Cristiano Ronaldo a été accusé de conduite inappropriée pour "avoir affronté Martin Keown à la fin du correspondre". Phil Neville a également été averti pour son comportement futur.
Arsenal et leurs joueurs ont plaidé coupables aux accusations portées contre eux, mais ont tout de même reçu une amende de 175 000 £, soit la plus importante jamais infligée à un club par la FA,. Martin Keown, Patrick Vieira et Ray Parlour ont tous été suspendus entre un et quatre matches : Lauren a reçu une interdiction de quatre matchs - la moitié de l'interdiction potentielle qu'il aurait pu recevoir - et une amende de 40 000 £ ; Keown a été suspendu pour trois matches et a dû payer une amende de 20 000 £ ; Vieira et Parlour ont reçu des interdictions d'un match et ont dû payer respectivement 20 000 £ et 10 000 £. Jens Lehmann a été inculpé à l'origine, mais cela a ensuite été abandonné. Ashley Cole n'a pas été suspendu mais a reçu une amende de 10 000 £. Ryan Giggs et Cristiano Ronaldo ont tous deux plaidé non coupables de leur implication dans l'incident, mais après une audience de cinq heures en décembre 2003, Giggs a été condamné à une amende de 7 500 £ et Ronaldo à une amende de 4 000 £ et tous deux ont été avertis pour leur conduite future.
Arsenal a terminé la saison sans une seule défaite et a remporté le surnom des Invincibles, une étiquette autrefois donnée à l'équipe 1888-1889 de Preston North End, la seule équipe précédente à avoir réussi une saison de championnat sans défaite,. Le penalty manqué de Van Nistelrooy a donc été un moment crucial de la saison d'Arsenal. Le match retour entre les deux équipes à Highbury s'est terminé par un match nul de 1–1 et s'est déroulé sans incident majeur. Manchester United a terminé à la troisième place du classement derrière Chelsea mais a battu Millwall lors de la finale de la FA Cup 2004. Leur parcours comprenait une victoire en demi-finale contre Arsenal grâce à un but de Paul Scholes. La saison suivante, après que Manchester United ait mis fin à la série d'invincibilité d'Arsenal après 49 matchs, les deux clubs ont été impliqués dans un autre incident à Old Trafford, diversement surnommé la Bataille du Buffet  ou simplement la deuxième Bataille d'Old Trafford,.